# 旧太田脇本陣林家住宅
旧太田脇本陣林家住宅（きゅうおおたわきほんじんはやしけじゅうたく）は、岐阜県美濃加茂市太田本町にある脇本陣を担った古民家で、中山道において江戸時代に建てられた脇本陣としては唯一現存している建造物である。主屋、表門、質倉、借物倉、隠居家、附便所、附井戸屋、附塀ならびに宅地が日本国により重要文化財に指定されている。
林家は中山道太田宿で庄屋を務めた名家であり、味噌蔵ならびに質屋を生業としていた。敷地北側は中山道が通っていた。
主屋は居住に用いられる居室部が明和6年（1769年）、宿泊等に用いられる座敷部が安永2年（1773年）頃に建造された。主屋は桁行7.5m、梁間9.5mで平入切妻造り2階建てで、座敷は式台、次の間および上段の間を備えた平屋建て切妻造りで桁行3m、梁間5mである。表門は文久元年（1861年）に建てられたものである。昭和46年（1971年）12月28日に主屋、表門、質倉ならびに借物倉が国の重要文化財に指定され、平成12年（2000年）5月25日には隠居家、附便所、附井戸屋、附塀および宅地が追加で重要文化財に指定されている。2022年現在でも林家が住宅として使用しているが、隠居家が一般に公開されている。